# Strzelectwo na Letnich Igrzyskach Olimpijskich 1912 – pistolet pojedynkowy, 30 m, drużynowo
Drużynowy pistolet pojedynkowy z 30 metrów było jedną z konkurencji strzeleckich rozgrywanych podczas V Igrzysk Olimpijskich w Sztokholmie. Zawody zostały rozegrane w dniach 29 czerwca - 3 lipca w Kaknäs.
Był to drugi raz, kiedy to ta konkurencja była rozgrywana na igrzyskach olimpijskich. Wcześniej rozegrano ją jedynie podczas II Letnich Igrzysk Olimpijskich w Paryżu w 1900 roku.
W zawodach wzięło udział dwudziestu ośmiu strzelców z siedmiu reprezentacji.

## Wyniki
| Miejsce | Drużyna                    | Wynik indywidualny   | Strzały drużyny (punkty) |
| ------- | -------------------------- | -------------------- | ------------------------ |
| 1       | Szwecja                    | Szwecja              | 120 (1145)               |
| 1       | Eric Carlberg              | 290                  | 120 (1145)               |
| 1       | Vilhelm Carlberg           | 287                  | 120 (1145)               |
| 1       | Johan Hübner von Holst     | 284                  | 120 (1145)               |
| 1       | Paul Palén                 | 284                  | 120 (1145)               |
| 2       | Rosja                      | Rosja                | 118 (1091)               |
| 2       | Amos Kasz                  | 281                  | 118 (1091)               |
| 2       | Nikołaj Mielnicki          | 273                  | 118 (1091)               |
| 2       | Pawieł Wojłosznikow        | 270                  | 118 (1091)               |
| 2       | Gieorgij Pantielejmonow    | 267                  | 118 (1091)               |
| 3       | Wielka Brytania            | Wielka Brytania      | 117 (1107)               |
| 3       | Hugh Durant                | 289                  | 117 (1107)               |
| 3       | Albert Kempster            | 285                  | 117 (1107)               |
| 3       | Charles Stewart            | 284                  | 117 (1107)               |
| 3       | Horatio Poulter            | 249                  | 117 (1107)               |
| 4       | Stany Zjednoczone          | Stany Zjednoczone    | 117 (1097)               |
| 4       | Alfred Lane                | 292                  | 117 (1097)               |
| 4       | Reginald Sayre             | 273                  | 117 (1097)               |
| 4       | Walter Winans              | 271                  | 117 (1097)               |
| 4       | John Dietz                 | 261                  | 117 (1097)               |
| 5       | Grecja                     | Grecja               | 115 (1057)               |
| 5       | Konstandinos Skarlatos     | 283                  | 115 (1057)               |
| 5       | Joanis Teofilakis          | 275                  | 115 (1057)               |
| 5       | Frangiskos Mawromatis      | 273                  | 115 (1057)               |
| 5       | Jeorjos Petropulos         | 226                  | 115 (1057)               |
| 6       | Francja                    | Francja              | 113 (1041)               |
| 6       | Edmond Sandoz              | 285                  | 113 (1041)               |
| 6       | Charles de Jaubert         | 275                  | 113 (1041)               |
| 6       | Georges de Crequi-Montfort | 259                  | 113 (1041)               |
| 6       | Maurice Faure              | 222                  | 113 (1041)               |
| 7       | Cesarstwo Niemieckie       | Cesarstwo Niemieckie | 102 (890)                |
| 7       | Benno Wandolleck           | 256                  | 102 (890)                |
| 7       | Gerhard Bock               | 233                  | 102 (890)                |
| 7       | Georg Meyer                | 216                  | 102 (890)                |
| 7       | Heinrich Hoffmann          | 195                  | 102 (890)                |